# Finsterwacht
Finsterwacht ist das 13. Studioalbum der deutschen Rockband Saltatio Mortis, das im Juni 2024 erschien.

## Entstehung und Veröffentlichung
Die Erstveröffentlichung von Finsterwacht erfolgte am 7. Juni 2024 bei Prometheus Records. Das Album erschien in seiner Originalausführung als CD sowie zum Download und Streaming mit elf Titeln (Katalognummer: US26109). Am gleichen Tag erschien auch ein Boxset, das um ein Spiel sowie das Buch Die Feuer der Finsterwacht von Bernhard Hennen und Torsten Weitze erweitert wurde. Am 6. Dezember 2024 erschien die sogenannte „Feuer und Erz Edition“ als physisches Boxset sowie zum Download und Streaming. Das Album wurde dabei musikalisch um einen zweiten Tonträger erweitert, der unveröffentlichte Orchesterversionen, aufgenommen mit dem renommierten Prager Sinfonieorchester sowie Liveaufnahmen der Burgentour 2024 enthält. Das Boxset (Katalognummer: MPS Hanseatic PMV-2024-3) enthält das Album als Doppel-LP, einen Klemmbaustein-Turm mit 1.550 Klemmbausteinen, handsignierte Artkarten und eine vom Musikvideo inspirierte „Finsterwacht-Landkarte“. In 30 Boxen war darüber hinaus ein „Golden Ticket“ enthalten, das den Zugang zu einem exklusiven Fan-Event ermöglicht.
Geschrieben wurden die Lieder alle gemeinsam von den Saltatio-Mortis-Mitgliedern. Für die Abmischung, Aufnahme, das Mastering und die Produktion zeichnete Vincent Sorg verantwortlich.

## Titelliste
1. Finsterwacht – 9:20 (feat. Blind Guardian)
2. Schwarzer Strand – 3:44 (feat. Faun)
3. Vogelfrei – 3:09
4. Grimwulf (Interlude) – 1:43
5. Der Himmel muss warten – 2:23
6. Aurelia – 3:04
7. We Might Be Giants – 3:40 (feat. Peyton Parrish & Christina Scabbia)
8. Feuer und Erz – 3:53
9. Genug getrunken – 3:47 (feat. Knasterbart)
10. Carry Me – 3:51 (feat. Tina Guo)
11. Oh treues Herz – 3:24

Bonustitel (Feuer und Erz Edition)
1. Finsterwacht (Orchester Version) – 6:38
2. Feuer und Erz (Orchester Version) – 3:57
3. Oh treues Herz (Orchester Version) – 2:41
4. Darkenguard – 8:31 (feat. Blind Guardian)
5. Fire and Ore – 3:54 (feat. Brothers of Metal)
6. Finsterwacht (Burgentour Live 2024) – 9:11
7. Schwarzer Strand (Burgentour Live 2024) – 3:59
8. Der Himmel muss warten (Burgentour Live 2024) – 2:38
9. We Might Be Giants (Burgentour Live 2024) – 4:05
10. Fire and Ore (Burgentour Live 2024) – 4:32

## Singleauskopplungen
- Finsterwacht (Erstveröffentlichung: 1. März 2024; feat. Blind Guardian)
- Schwarzer Strand (Erstveröffentlichung: 5. April 2024; feat. Faun)
- Feuer und Erz (Erstveröffentlichung: 26. April 2024)
- Der Himmel muss warten (Erstveröffentlichung: 10. Mai 2024)
- Darkenguard (Erstveröffentlichung: 12. Juli 2024; feat. Blind Guardian)
- Fire & Ore (Erstveröffentlichung: 30. August 2024; feat. Brothers of Metal)
- Vogelfrei (Erstveröffentlichung: 4. Oktober 2024)
- We Might Be Giants (Live) (Erstveröffentlichung: 22. November 2024)

## Chartplatzierungen
Finsterwach stieg am 14. Juni 2024 auf Rang eins der deutschen Albumcharts ein und avancierte zum fünften Nummer-eins-Album der Band sowie zum achten Top-10-Album und zum 14. Chartalbum. Das Album platzierte sich drei Wochen am Stück in den Top 100, letztmals am 28. Juni 2024. Darüber hinaus erreichte es auch die Chartspitze der deutschen deutschsprachigen Albumcharts, so es der sechste Nummer-eins-Erfolg der Band ist. In Österreich platziere sich das Album eine Woche in den Charts und erreichte dabei am 18. Juni 2024 Rang fünf, es war damit nach Zirkus Zeitgeist (August 2015) und Brot und Spiele (August 2018) das dritte Top-10-Album der Band sowie insgesamt das siebte Chartalbum. In der Schweiz konnte es sich ebenfalls eine Woche in den Charts platzieren und erreichte dabei am 16. Juni 2024 Rang 13 und wurde zum sechsten Chartalbum der Band.
| ChartsChartplatzierungen | Höchstplatzierung | Wochen |
| ------------------------ | ----------------- | ------ |
| Deutschland (GfK)        | 1 (3 Wo.)         | 3      |
| Österreich (Ö3)          | 5 (1 Wo.)         | 1      |
| Schweiz (IFPI)           | 13 (1 Wo.)        | 1      |